# Ottone Brentari
Ottone Brentari (Strigno, 4 novembre 1852 – Rossano Veneto, 17 novembre 1921) è stato un geografo, storico, giornalista e politico italiano, irredentista e autore di numerose guide turistiche del Trentino.

## Biografia
Figlio di un ufficiale giudiziario, Ottone Brentari seguì giovanissimo il padre in tutti i suoi spostamenti lavorativi a Rovereto, Malé e Cembra. Compì gli studi classici a Rovereto e gli studi letterari, con indirizzo storico e geografico, alle Università di Innsbruck, di Vienna e infine di Padova ove ottenne il dottorato nel 1877.
Intrapresa la carriera scolastica, insegnò dapprima a Rovereto, poi a Pisino in Istria e a Catania. Fu direttore scolastico a Bassano del Grappa, ma nel 1893 abbandonò l'insegnamento e si stabilì a Milano per dedicarsi al giornalismo come collaboratore del Corriere della Sera. Membro del Club Alpino Italiano scrisse per il suo bollettino e per altre numerose testate. Nel 1908 fondò la rivista turistica “Italia Bella”.
A Ottone Brentari va il merito di aver approfondito gli studi sulla campagna garibaldina del 1866 in Trentino e sulle biografie di patrioti trentini partecipi alle guerre risorgimentali italiane attraverso la raccolta delle esperienze dirette dei protagonisti di quegli eventi. Nel 1885 la sua Storia di Bassano (1884) fu aspramente criticata dagli scrittori cattolici Alessio De Besi (1842-1893) e Pietro Balan (1840-1893) nel libro Sulla Storia di bassano di ottone Brentari. Lettere critiche con appendici, che raccoglie articoli già apparsi sulla stampa. 
Nel 1915 con lo scoppio della Grande Guerra, in quanto a favore dell'indipendenza del Trentino dall'Austria, fondò la “Lega Nazionale Italiana”. Candidato nel 1921 al parlamento per il Partito Liberale Democratico, non fu eletto.
Subito dopo la Prima guerra mondiale (e la conseguente annessione del Trentino al Regno d'Italia), durante una conferenza svoltasi a Milano il 12 giugno 1920, riportò numerose critiche alla gestione della ricostruzione messa in atto dal nuovo governo italiano. Nella relazione da lui redatta, dal titolo "L'allegra agonia del Trentino", accusa il governo italiano di aver speso numerose belle parole, ma senza aver poi tenuto fede e messo in atto quanto promesso 
Morì a Rossano Veneto nel 1921.

## Rimembranze
Poco distante dalla sommità della Cima d'Asta gli è stato dedicato il rifugio alpino della Società Alpinisti Tridentini (SAT), situato a 2480 m s.l.m.

Porta il suo nome anche la scuola secondaria di primo grado di Strigno, suo paese natale.

## Scritti
- Storia di Bassano e del suo territorio, 1884;
- Guida del Cadore, 1886;
- Guida storico-alpina di Belluno - Feltre - Primiero - Agordo - Zoldo, Bassano, 1887;
- Le Vie di Milano e l'origine dei loro nomi, Venezia, 1889;
- Guida di Bassano (I Ed., Bassano, 1880, II Ed., 1890);
- Guida della Basilica di S. Antonio da Padova, 1891;
- Guida del Trentino (Bassano, 1891-1892);
- Stazioni balneari e climatiche del Trentino, 1892;
- Guida di Rovereto e Castello di Lizzana, 1892;
- Guida del Monte Baldo, Bassano, 1893;
- Il Primo Maggio (Conferenza Circolo Operaio di Bassano), Bassano, 1893;
- Guida di Padova, 1896;
- Guida del Cadore e della Valle di Zoldo, 1896;
- Guida del Lago di Garda, Torino, 1896;
- Guida di Levico, Vetriolo, Lavarone, 1901;
- Guida del Trentino,(II Ed., Bassano 1902), (Trentino Occidentale - Campo Rotaliano, Valle di Non, Val di Sole, I monti del Trentino Occidentale);
- Garibaldi e il Trentino, Milano, 1907;
- Il secondo battaglione bersaglieri volontari di Garibaldi nella campagna del 1866, Milano, Agnelli, 1908;
- Nepomuceno Bolognini, Trento, Scotoni e Vitti, 1909;
- I tre roveretani dei Mille di Marsala, Trento, "Studi Trent.", 1909;
- I trentini dei Mille a Marsala, Nuova Antologia, 1910, pagg. 583-593;
- Disertori? Quattro trentini del 23º Bersaglieri processati nel 1860 per diserzione e assolti, Trento, "Tridentum", 1910;
- La raccolta tridentina di Brera, Trento, Alto Adige, 1910;
- Tre lettere inedite di Giovanni Prati, Trento, Alto Adige, 24 maggio 1910;
- L'ultima malattia di A. Rosmini, Trento, Alto Adige, 31 dicembre 1910;
- Una lettera inedita di G. Prati a G. Garibaldi, del 26.4.1859, Trento, Alto Adige, n. 81, 1911;
- Vittorio Emanuele II, re d'Italia, Trento, Alto Adige, n. 70, 1911;
- Guida storico-alpina di Bassano - Sette Comuni (I Ed. Bassano, 1885) Ristampa in anastatico 1996. ISBN 8827102558 ISBN 9788827102558